# Christiane Hipp
Christiane Hipp (* 1968) ist eine deutsche Wirtschaftsingenieurin, Hochschullehrerin und Wissenschafts- und Hochschulmanagerin.

## Ausbildung und Karriere
Christiane Hipp hat an der Universität Karlsruhe (heute: Karlsruher Institut für Technologie) Wirtschaftsingenieurwesen studiert. An der Universität Stuttgart promovierte sie 2000 zum Thema Innovationsprozesse im Dienstleistungssektor. 2005 habilitierte sie an der Technischen Universität Hamburg-Harburg zum Thema Value protection in the service-intensive economy: strategies for the management of intellectual property rights in service-intensive companies (auf Deutsch: „Wertsicherung in der dienstleistungsintensiven Wirtschaft: Strategien für das Management von Rechten des geistigen Eigentums in dienstleistungsintensiven Unternehmen“).
2005 bis 2024 war sie in verschiedenen Rollen an der Universität Cottbus tätig: Professorin für Organisation, Personalmanagement und Unternehmensführung (2005 bis 2024), Dekanin der Fakultät für Maschinenbau, Elektrotechnik und Wirtschaftsingenieurwesen (2011 bis 2014), Vizepräsidentin für Forschung und wissenschaftlichen Nachwuchs (2014 bis 2020), amtierende Präsidentin (2018 bis 2020), 2023 bis 2024 war sie an der Universität Cottbus beurlaubt, um als Referentin für Wissenschaft und Kultur bei der ständigen Vertretung des Landes Brandenburg in der EU zu amtieren.
Seit dem 1. Dezember 2024 ist sie Präsidentin der Europa-Universität Flensburg.

## Forschungsschwerpunkte
Die Forschungsschwerpunkte von Christiane Hipp lagen im betrieblichen Innovationsmanagement, insbesondere Dienstleistungsinnovation, disruptive und radikale Innovation, Intellectual Property Management sowie Transformation von Unternehmen, Branchen und Regionen.

## Publikationen (Auswahl)
- Halilovic, J., Litwin, N., Gliem, S., & Hipp, C. (2016). The hybrid learning university: insights, challenges, and lessons learned from best practice at Brandenburg University of Technology. In: International Journal of Learning and Teaching, 2(2), 2016, 148-155.
- Verworn, B., & Hipp, C. (2012). Das Wissen älterer Beschäftigter: Vorbereitung auf den demografischen Wandel und ungenutzte Potenziale. In: Industrie Management, 28 (3), 75-78.
- Magnusson, P., Kristensson, P., & Hipp, C. (2010). Exploring the ideation patterns of ordinary users: The case of mobile telecommunication services [Special Issue]. In: International Journal of Product Development, 11 (3/4), 289-309.
- Hüsig, S., & Hipp, C. (2009). The disruptive potential of Wi-Fi in the German hotspot market. In: International Journal of Mobile Communications, 7(6), 615-631.
- Hipp, C. (2008). Service peculiarities and the specific role of technology in service innovation management. In: International Journal of Services and Technology Management, 9 (2), 154-173.
- Hipp, C. (2005) Value protection in the service-intensive economy : strategies for the management of intellectual property rights in service-intensive companies, Habilitationsschrift, Technische Universität Hamburg-Harburg Arbeitsbereich Technologie- und Innovationsmanagement.
- Hüsig, S., Hipp, C., & Dowling, M. (2005). Forecasting disruptive potential: The case of wlan and mobile communications network companies. In: R&D Management, 35 ( January), 17-35.
- Tether, B., & Hipp, C. (2002). Knowledge intensive, technical and other services: Patterns of competitiveness and innovation compared. In: Technology Analysis & Strategic Management, 14 (2), 163-182.
- Hipp, C., Tether, B., & Miles, I. (2000). The incidence and effects of innovation in services – Evidence from Germany. In: International Journal of Innovation Management, 4 (4), 417-453.
- Hipp, C. (2000). Innovationsprozesse im Dienstleistungssektor – Eine theoretisch und empirisch basierte Innovationstypologie. Heidelberg: Physica.
- Hipp, C., & Reger, G. (1998). Die Dynamik ökologischer Entwicklungsprozesse in Unternehmen. Kernelemente eines ganzheitlichen Umweltmanagementsystems [Ergänzungsheft]. In: Zeitschrift für Betriebswirtschaft, 1, 25-46.

## Persönliches
Christiane Hipp hat erfolgreich an mehreren Marathonläufen teilgenommen, unter anderem in Berlin und New York.